# Maximilian Bauer (Fußballspieler, 2000)
Maximilian Bauer (* 9. Februar 2000 in Vilshofen an der Donau) ist ein deutscher Fußballspieler auf der Position eines Abwehrspielers, der vor allem als Innenverteidiger zum Einsatz kommt.

## Vereinskarriere

### Über Deggendorf nach Fürth
Maximilian Bauer wurde am 9. Februar 2000 geboren, wuchs im niederbayrischen Windorf auf und begann seine Vereinskarriere als Fußballspieler um das Jahr 2005 bei der SpVgg Grün-Weiß Deggendorf im rund 35 Kilometer nordwestlich von Windorf gelegenen Deggendorf. Beim Verein, der erst im Frühjahr 2003 aus einer Fusion der SpVgg Deggendorf mit dem SV Grün-Weiß Deggendorf entstanden war, durchlief Bauer sämtliche Nachwuchsspielklassen und war zuletzt in der Saison 2013/14 in der C-Jugend aktiv. Für diese absolvierte er in dieser Spielzeit 17 Meisterschaftspartien in der U-15-Bayernliga, in der die C-Jugend seit der Saison 2005/06 vertreten war. In weiterer Folge wechselte Bauer zum damaligen deutschen Zweitligisten SpVgg Greuther Fürth und trat in der ersten Saison nach der Verpflichtung ebenfalls für dessen U-15-Mannschaft in der C-Junioren-Regionalliga Süd in Erscheinung. Mit dieser nahm er in dieser Saison unter anderem am Matthias-Pape-Gedächtnisturnier teil.
In der Saison 2015/16 stieg er in die B-Jugend der SpVgg Greuther Fürth auf und absolvierte für diese 14 Ligaspiele. In dieser Spielzeit kam er auf drei Tore in der Süd/Südwest-Staffel der B-Junioren-Bundesliga. Im Endklassement belegten die Fürther mit 25 Zählern knapp hinter dem SC Freiburg mit 26 Punkten den zwölften Platz. Bauer musste mit dem Team in die Bayernliga absteigen. Danach absolvierte Bauer neun Spiele mit einem Treffer in der U-17-Bayernliga und kam noch in derselben Saison in den Kader der Fürther A-Jugend. Er spielte für diese in 13 Partien der A-Junioren-Bundesliga, wobei er zweimal zum Torerfolg kam. Nach einem zehnten Platz im Endklassement der Saison 2016/17 verbrachte Bauer die komplette Spielzeit 2017/18 bei der A-Jugend. Unter dem neuen Trainer Josef Steinberger (* 1972) galt er als Stammspieler, wobei er es bis zum Saisonende auf 20 Ligaeinsätze und drei -tore gebracht hatte. Hinzu kamen auch noch vier Einsätze und ein Tor bei der Bayerischen Hallenmeisterschaft der A-Junioren im Januar 2018.

### Erste Einsätze im Herrenfußball
Im Sommer 2018 schaffte er den Durchbruch im Herrenfußball und wurde sowohl in die erste Mannschaft der Fürther mit Spielbetrieb in der 2. Bundesliga, als auch in die zweite Mannschaft, die U-23, mit Spielbetrieb in der viertklassigen Regionalliga Bayern aufgenommen. Sein Debüt im Herrenfußball gab Bauer am 13. Juli 2018, als er als Innenverteidiger über die vollen 90 Minuten beim 5:1-Sieg der zweiten Mannschaft über den FC Pipinsried auf dem Platz stand. Nach einem weiteren 90-minütigen Einsatz am fünften Spieltag gegen den VfR Garching debütierte Bauer eine Woche später im Profifußball. Beim 1:1-Auswärtsremis gegen den FC Ingolstadt 04, am zweiten Spieltag, wurde Bauer von Trainer Damir Burić in der 94. Spielminute für David Atanga eingewechselt. Zehn Tage später absolvierte er das Erstrundenspiel des DFB-Pokals 2018/19 der SpVgg Greuther Fürth gegen Borussia Dortmund und schied nach einem 1:2 in der Verlängerung frühzeitig aus diesem Wettbewerb aus. Am 4. Oktober 2020, dem 3. Spieltag der Saison 2020/21, erzielte Bauer gegen die Würzburger Kickers sein erstes Tor im Profibereich, als er in der 90. Spielminute per Kopfball zum 2:2-Endstand ausglich.
Im Sommer 2022 wechselte er nach dem Abstieg seiner Mannschaft zum FC Augsburg und blieb somit der Bundesliga erhalten.
Im Winter 2025 wechselte er leihweise bis Saisonende zum Zweitligisten 1. FC Kaiserslautern.

## Nationalmannschaftskarriere
Am 18. April 2018 kam Bauer erstmals für eine Nachwuchsnationalmannschaft des Deutschen Fußball-Bunds zum Einsatz. Beim 2:1-Sieg der deutschen U18-Junioren über die Alterskollegen aus Österreich kam er in der 83. Spielminute für Yann Aurel Bisseck auf den Rasen.

## Erfolge
- Aufstieg in die Bundesliga: 2021